# Aqua Panic!
Aqua Panic! est un jeu vidéo de réflexion développé par Eko Software, sorti en 2008 sur Windows, Mac, Linux, Wii, PlayStation 3, Nintendo DS et PlayStation Portable.

## Système de jeu
Le concept du jeu se rapproche de celui de la série Lemmings.

## Accueil
- Jeuxvideo.com : 13/20[1]